# Рекесенс, Луис де
Луи́с де Рекесе́нс-и-Су́ньига (исп. Luis de Requeséns у Zúñiga, 25 августа 1528, Барселона — 5 марта 1576, Брюссель) — испанский государственный деятель из рода Суньига, наместник Милана в 1572—1573 и Нидерландов с 1573 по 1576 годы (в разгар Нидерландской революции).
Его отец Хуан де Суньига был родным братом бургосского архиепископа Мендосы. Мать, каталонская наследница Эстефанита де Рекесенс, известна обстоятельными письмами, которые писала от двора Карлоса I своей матери, а также долгим спором за наследство, который она вела со своей кузиной Изабеллой де Рекесенс, запечатлённой на известном портрете кисти Рафаэля.
В 1560-е годы Рекесенс по поручению короля Филиппа всюду сопровождал импульсивного герцога Альбу, чтобы охлаждать его эмоциональные порывы. Вместе с ним он подавлял восстание морисков в Гранаде и участвовал в битве при Лепанто.
В 1563 году успешно выполнил поручение короля при папском дворе, а в 1572 году был назначен его наместником в Милане, где запомнился конфликтом с архиепископом Карлом Борромеем.
С ноября 1573 года и до самой смерти преемник герцога Альбы в качестве испанского правителя Нидерландов. После зверств своего предшественника Рекесенс пытался проводить примирительную политику. В его планы входил созыв генеральных штатов и общая амнистия мятежников, которая и была объявлена 5 июня 1574 года. Тем не менее ни король, ни восставшие не были готовы идти на компромиссы. Военные действия испанцев при Рекесенсе были в целом успешны, хотя солдаты, не получая жалования, бунтовали и грабили местное население.
Луис де Рекесенс умер в должности, доведённый до отчаяния безвыходным положением, в котором оказался. Его младший брат Хуан в 1579—1583 годах занимал кресло вице-короля в Неаполе. Дочь была за герцогом Бенавенте.

## Источник
- Биография в Британской энциклопедии